# Lucilia nigriceps
Lucilia nigriceps är en tvåvingeart som först beskrevs av Macquart 1843.  Lucilia nigriceps ingår i släktet Lucilia och familjen spyflugor. Inga underarter finns listade i Catalogue of Life.